# Darmbach

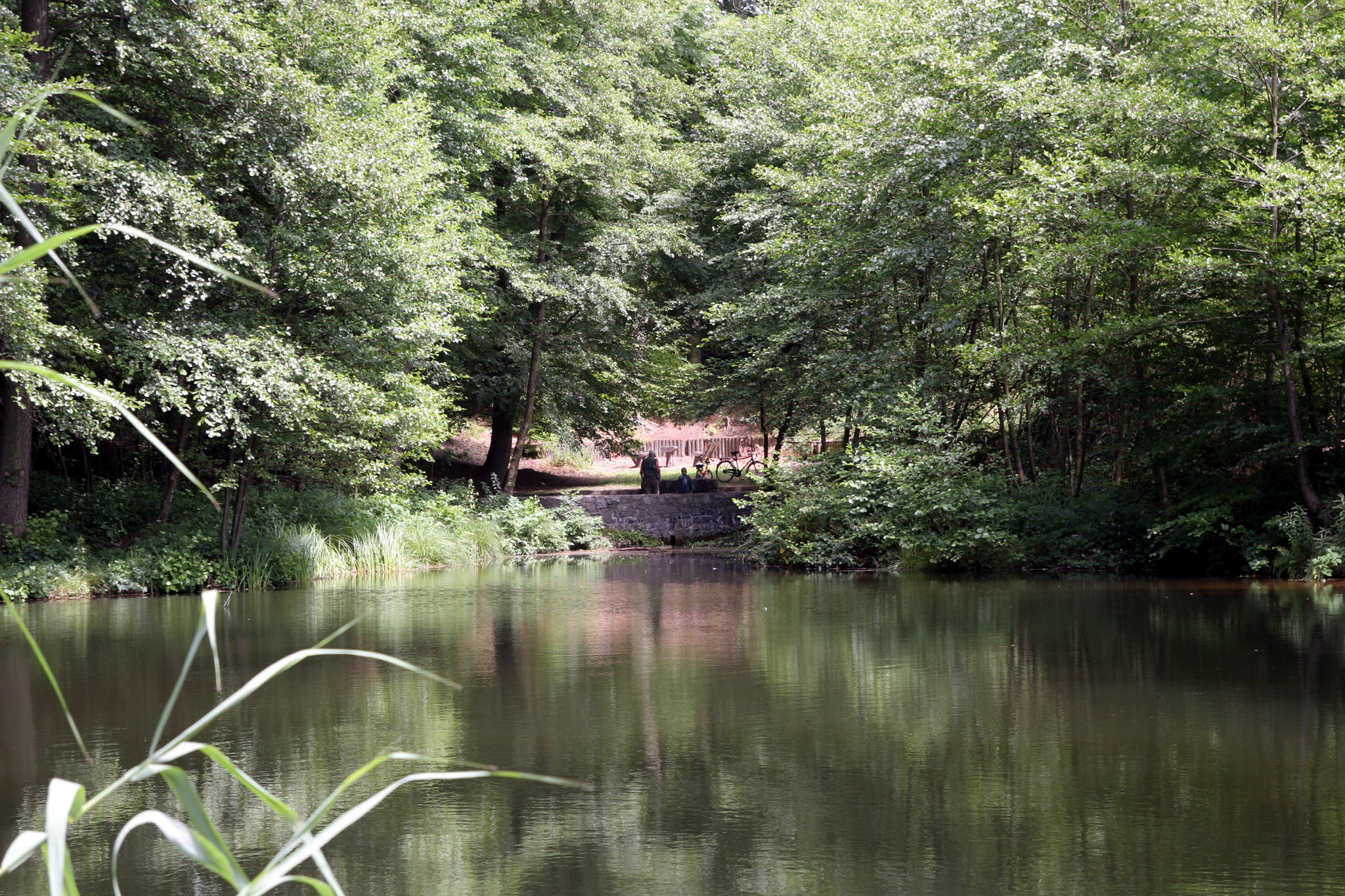
Oberjägermeisterteich, wenige Meter unterhalb der Quelle des Darmbachs; Blick zur Quelle

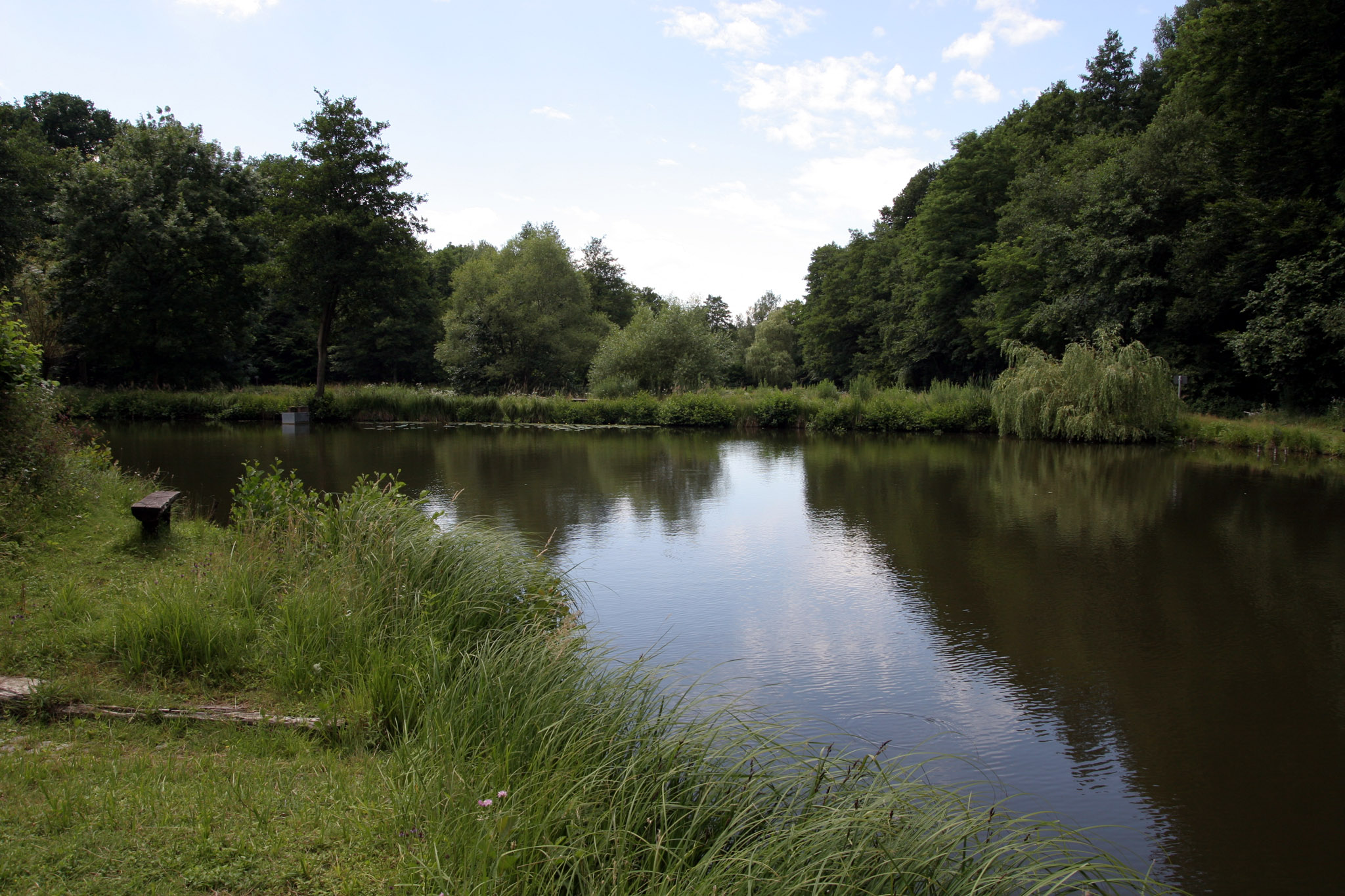
Fischteiche, vom Darmbach gespeist

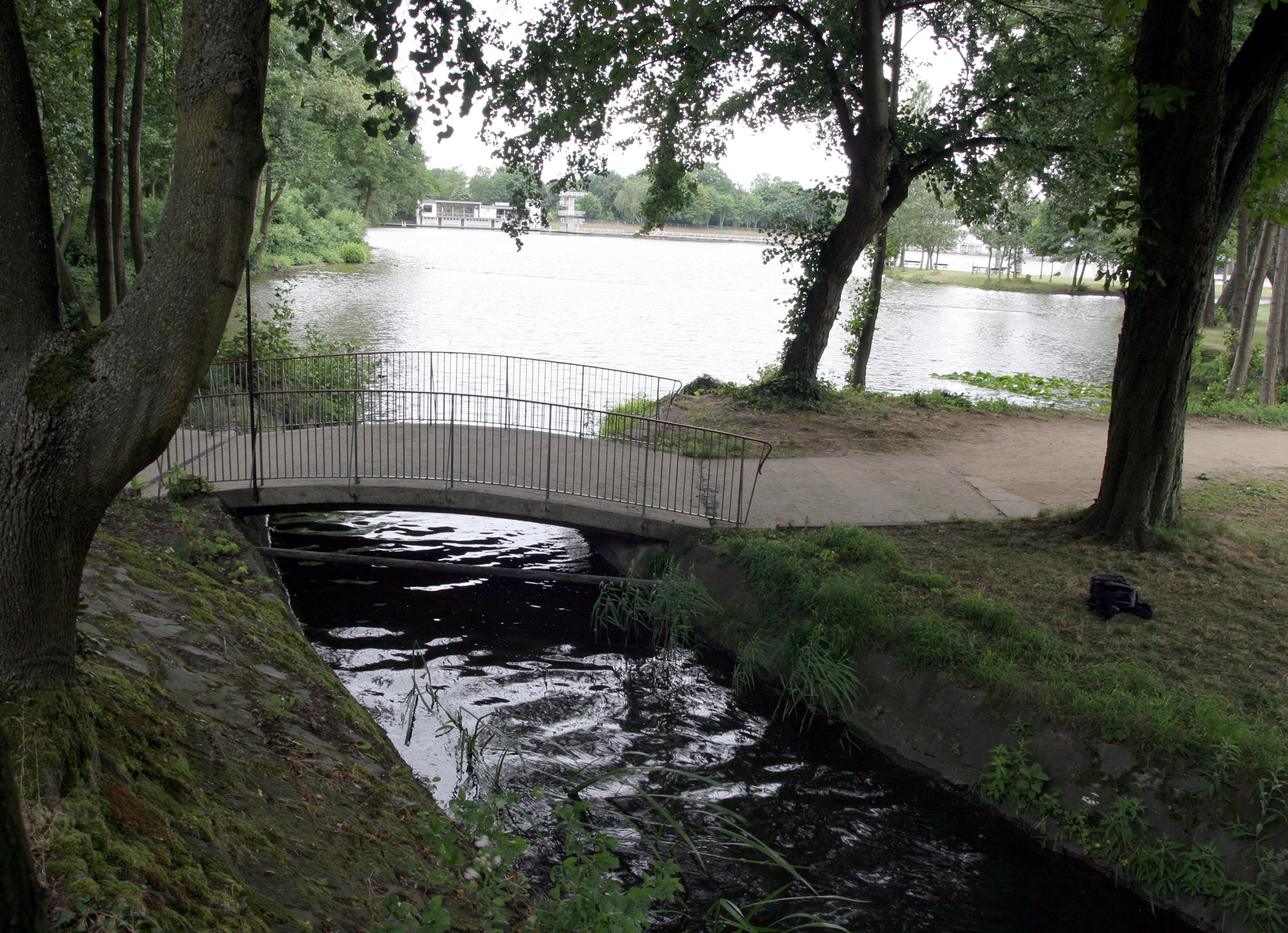
Mündung des Darmbachs in den großen Woog

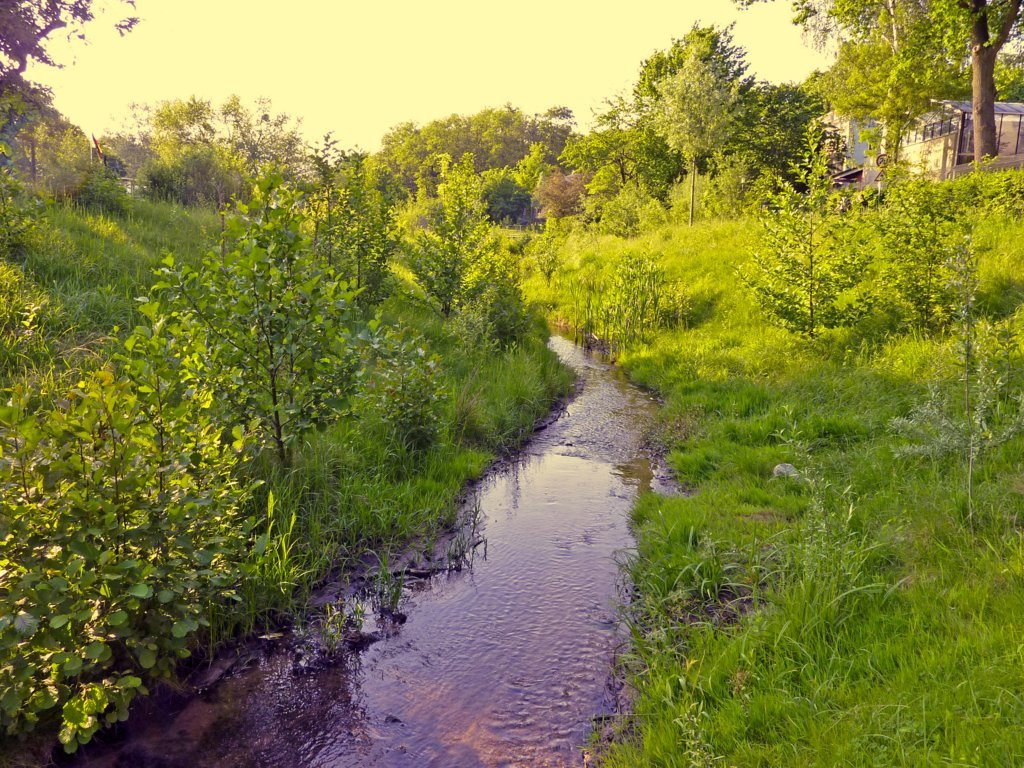
Offengelegter Darmbach an der Lichtwiese

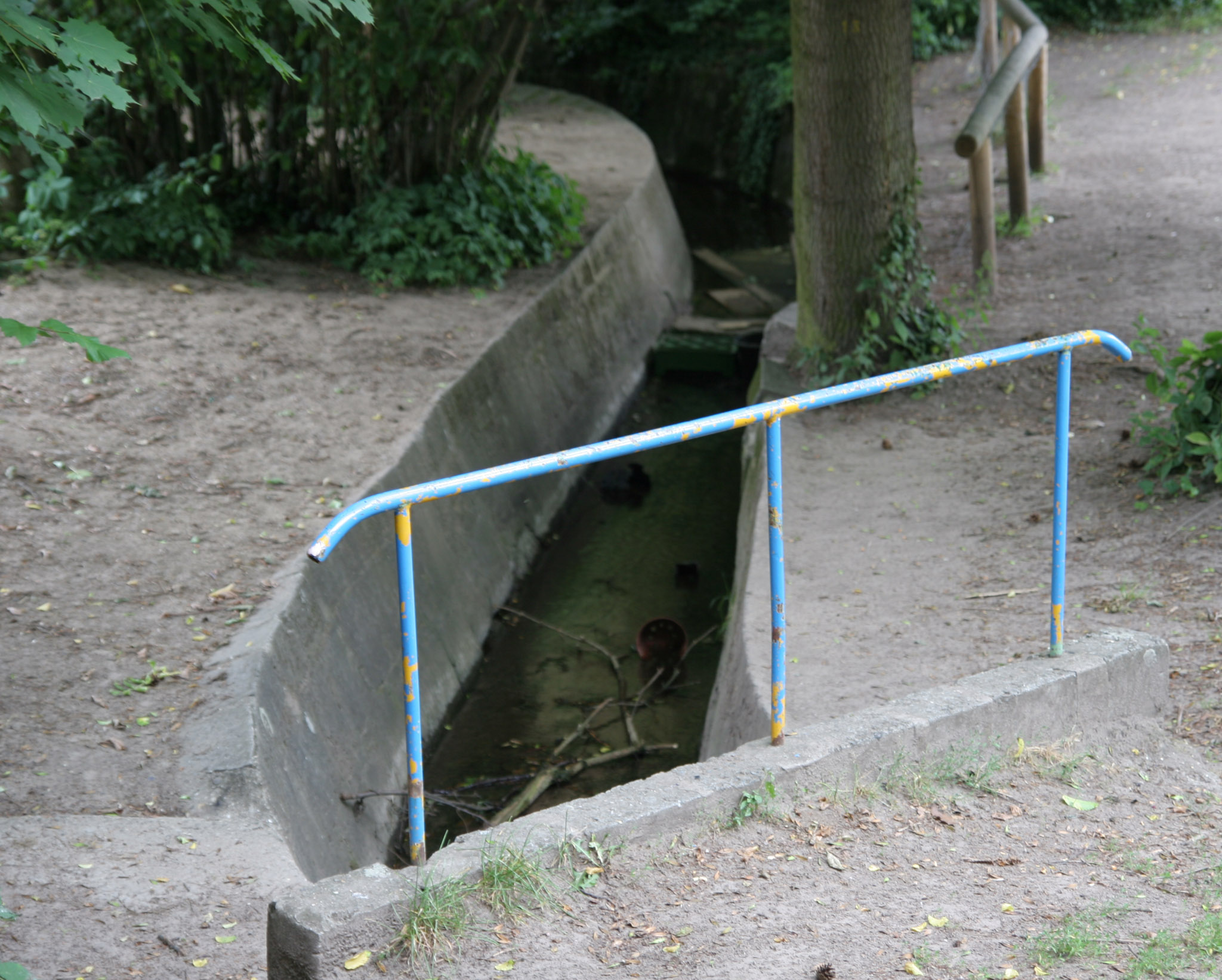
Ab hier, wenige hundert Meter unterhalb des Großen Woog, wird der Darmbach in die städtische Kanalisation geleitet.

Der Darmbach ist ein Zufluss des Landgrabens, eines Gewässer der Hessischen Rheinebene. Er ist das größte Fließgewässer natürlichen Ursprungs in der Innenstadt von Darmstadt. Unterhalb von Darmstadt ändert der Darmbach seinen Namen in Landwehr.

## Geographie

### Verlauf

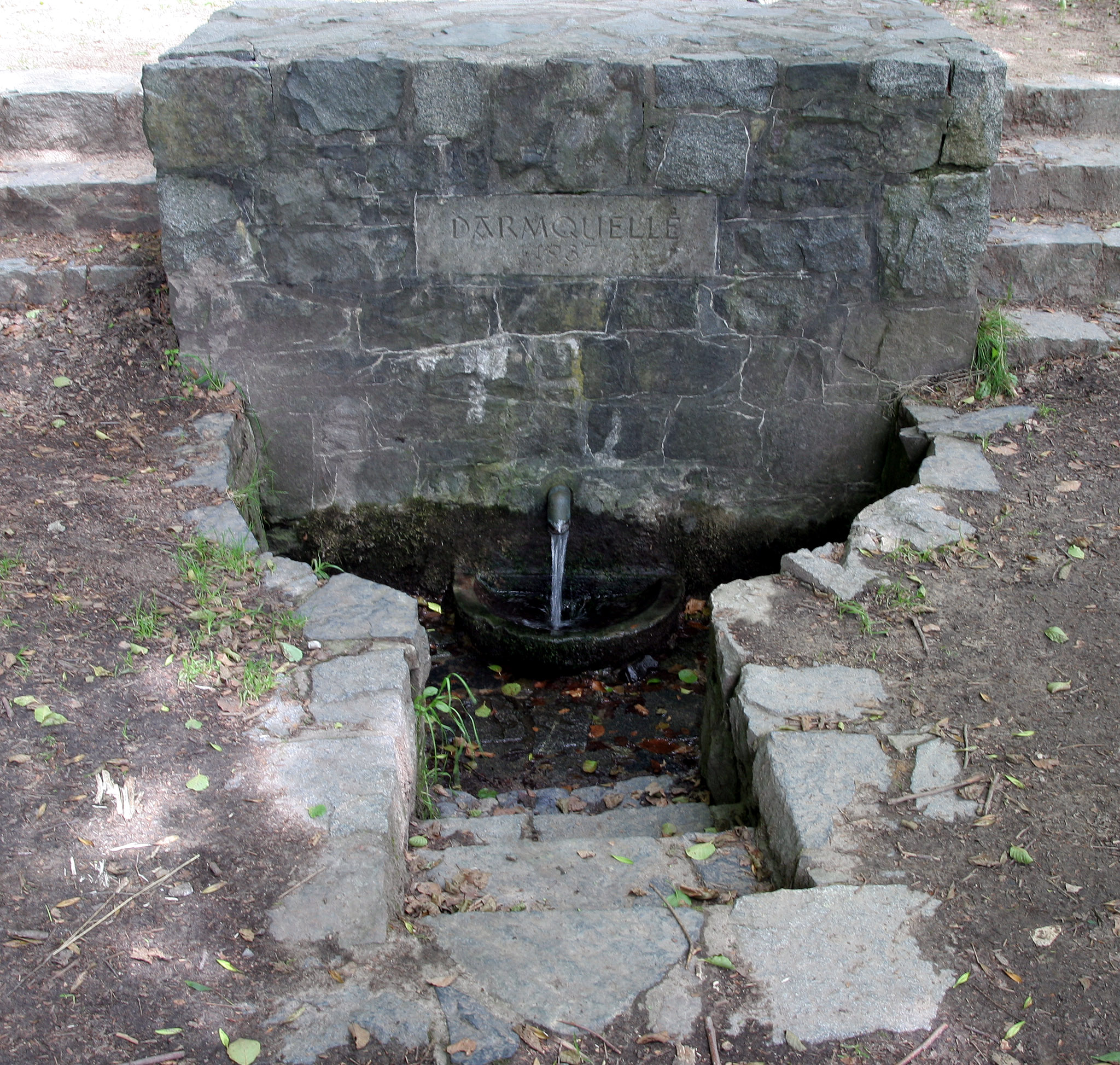
Quelle des Darmbachs östlich von Darmstadt

Der Darmbach entspringt im Ober-Ramstädter Westwald. Dort wird der Darmbach von mehreren Quellen gespeist. Die gefasste Darmbachquelle (auch Darmquelle genannt) befindet sich ca. 300 m südwestlich des 230,5 m hohen Stellkopfes in der Gemarkung von Ober-Ramstadt, wenige Meter oberhalb des Oberjägermeisterteiches, den der Darmbach speist. Diese ummauerte Darmbachquelle ist aber nicht die von der Mündung am weitesten entfernte Hauptquelle. Etwa 600 m unterhalb der Quelle wird der Darmbach zu fünf Fischteichen angestaut. Durch das Naturschutzgebiet Darmbachaue fließt er an der Lichtwiese, einem Standort der TU Darmstadt, vorbei von Osten her in die Wissenschaftsstadt Darmstadt. Dort wurde der Darmbach 1567 ursprünglich zum Löschwasserteich und Vergnügungswasserpark Großer Woog (jetzt ein Naturbadesee) angestaut. Knapp 200 m hinter dem Großen Woog wird der Darmbach in die Darmstädter Kanalisation eingeleitet und sein Abfluss gelangt mit dem Abwasser in das städtische Zentralklärwerk im Nordwesten der Stadt zwischen Gräfenhäuser Straße und Mainzer Straße. Als Ablauf des Zentralklärwerks tritt der Darmbachs wieder an die Oberfläche. Hinter der Mainzer Straße verlässt er dann das Darmstädter Stadtgebiet und fließt begradigt weiter in westlicher Richtung, wobei er die Nordgrenze des Darmstädter Westwalds bildet. Ab dem ca. 3,5 km westlich von Darmstadt und nordöstlich von Griesheim gelegenen Hochwasserrückhaltebecken Triesch ändert das Gewässer seinen Namen zu Landwehr und mündet danach nordwestlich von Griesheim und südlich von Büttelborn nahe dem Kieswerk Weilerhof von rechts in den dort etwa nordwärts fließenden Landgraben.
Südwestlich von Büttelborn empfängt dieser Landgraben von links den Scheidgraben und danach von rechts aus diesem Ort den Schlimmergraben (auch: Schlimmer Graben). Nach einem großräumigen Richtungswechsel nach Nordwesten mündet er bei Trebur in den Schwarzbach, der wiederum bei Ginsheim-Gustavsburg in den Rhein mündet.
Darmstadt ist eine der wenigen deutschen Großstädte, die nicht an einem stetig wasserführenden Fluss liegen; der Darmbach ist das größte fließende Gewässer von Darmstadt, wenn man die Modau ausnimmt, die aber nur den südlichen Stadtteil Eberstadt durchfließt.

### Zuflüsse und Seen
Hierarchische Liste einer Auswahl von Zuflüssen und Seen, jeweils von der Quelle zur Mündung.
- Durchfließt fünf Fischteiche
- (Waldbach vom Kahlertbrunnen), von rechts und Nordosten im ersten der Fischteiche
- (Waldbach vom Dachsberg), von links und zuletzt Süden nach dem letzten Fischteich, ca. 1,3 km
  - (Waldbach vom Steinbuckel), von rechts und Osten; passiert den Eleonorenbrunnen.
  - (Waldbach), von rechts und Osten
- (Waldbach), von rechts und Ostnordosten gegenüber der Breitwiese; passiert am Oberlauf den Albertsbrunnen
  - (Waldbach vom Eisenweg), von rechts und Ostnordosten
- Meiereibach, von rechts vor den Sportanlagen in der Aue, ca. 0,5 km
- Durchläuft den Naturbadesee Großer Woog, ca. 5,7 ha
- Molkenbach, von rechts und Ostsüdosten gegen Ende des verdolten Abschnitts im Stadtgebiet nahe der Unterführung der B 3 unter den Gleisanlagen, ca. 5,5 km
Der nach den Bahnanlagen bald wieder offene Lauf heißt dann Landwehr

## Daten
Der Darmbach ist ein Gewässer III. Ordnung. Er liegt im Zuständigkeitsbereich der Abteilung Staatliches Umweltamt Darmstadt des Regierungspräsidiums Darmstadt. Das natürliche Einzugsgebiet des Darmbaches/der Landwehr umfasst 145,19 km². Er führt auch einen erheblicher Teil des Regenwassers aus dem Darmstädter Stadtgebiet ab.
Die Wasserführung des Darmbachs oberhalb Darmstadts betrug im Mittel etwa 730.000 Kubikmeter pro Jahr oder etwa 23 Liter pro Sekunde (Stand vom Jahr 2005). Nach Wiederanschluss des Meiereibachs erhöhte sie sich auf etwa 970.000 Kubikmeter pro Jahr. In Trockenjahren kann der Darmbach im Stadtgebiet über wenige Wochen trockenfallen. Unterhalb Darmstadts ist die Wasserführung sehr viel größer, weil dort schon die Kläranlagenabläufe der Stadt und der Firma Merck eingeleitet sind.

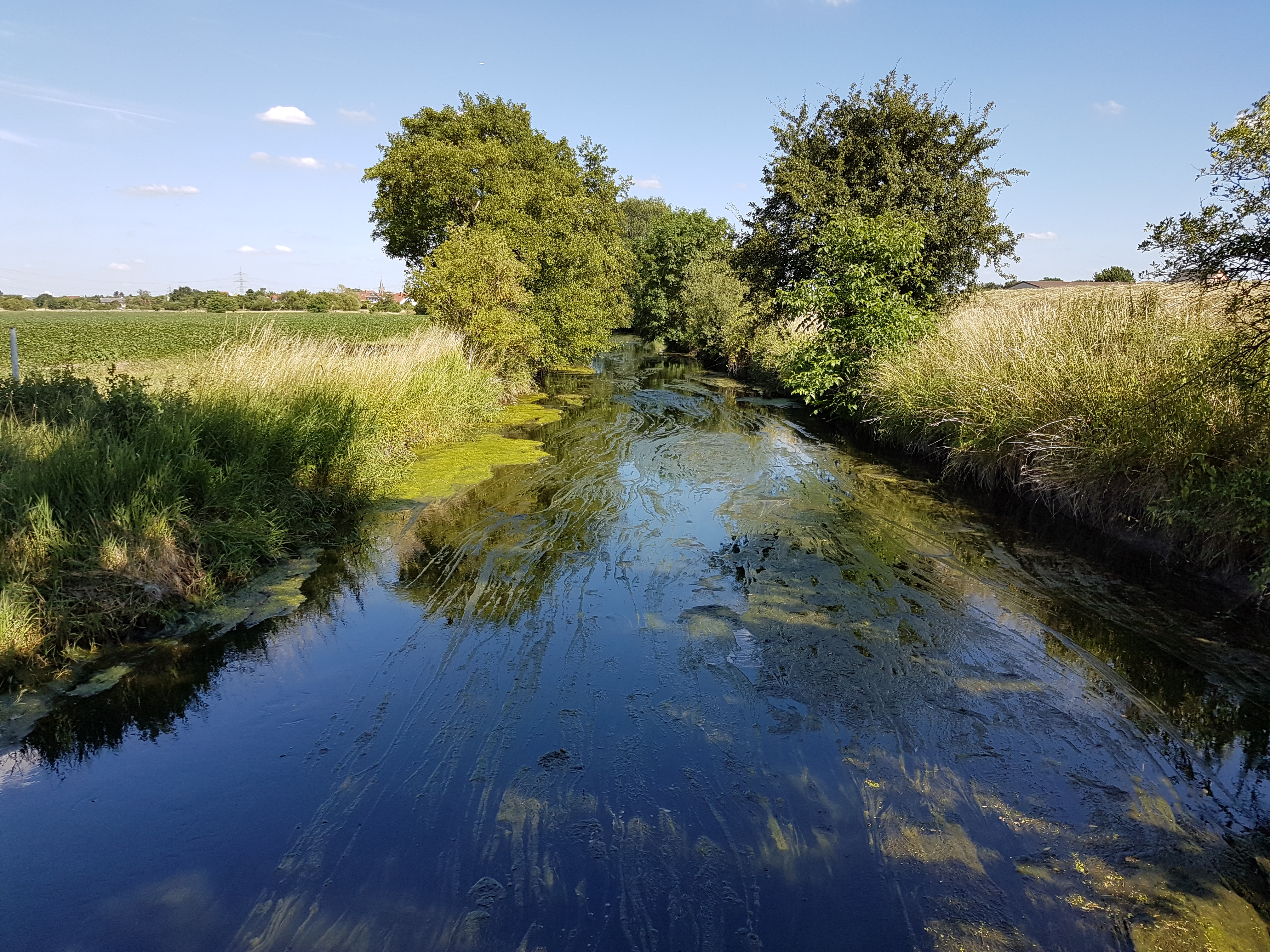
Landgraben westlich von Wallerstädten

## Wasserfracht in den Sommermonaten
Der Darmbach durchquert bereits wenige Meter nach seiner Quelle sieben Teiche. Zuerst durchfließt er den Oberjägermeisterteich (im Besitz des Traisaer Angelvereins), dann den Teich am südöstlichen Rand der Fischteiche (ohne Namen) und die insgesamt 5 Fischteiche an der Fischerhütte, welche dem Anglerverein Darmstadt e. V. gehören und auch 'Waldteiche' genannt werden. Angelegt wurden diese Waldteiche am Anfang der 1960er Jahre.
Bei großer Hitze und Trockenheit spielen die Teiche eine entscheidende Rolle für die Wasserfracht des Darmbaches. Obwohl die Teiche nicht mehr wegzudenken sind und eine große Bedeutung als Biotop, Ausflugs-, Erholungs- und Vereinsgelände haben, sind sie der eigentliche Hauptgrund dafür, dass der Darmbach im Sommer in seinem weiteren Verlauf in Richtung Lichtwiese, Botanischer Garten und Großer Woog sehr wenig Wasser führt. Die Verdunstungsrate des Darmbachwassers in den Teichen ist im Sommer so hoch, dass der Wasserspiegel beträchtlich absinkt und teilweise sogar unter die Überfallkanten der Mönche in den einzelnen Teichen fällt. Somit wird kein, oder erheblich weniger Wasser, in den Darmbach abgegeben und Teile des Bachbettes liegen somit trocken. Durch die zusätzlichen natürlichen Verdunstungen und Versickerungen im Bachbett des Darmbachs wird die Wasserknappheit während großer und lang anhaltender Hitzeperioden zusätzlich verschärft.
Auch die weiteren Zuläufe des Darmbachs, wie das Wasser des Albertsbrunnens, sind in trockenen Sommern meistens nicht in der Lage, eine komplette Benetzung des verbliebenen Darmbachbettes bis zum Großen Woog zu gewährleisten. Auch durch die Versiegelung der angrenzenden Flächen der TU Darmstadt und die dadurch wegfallenden Regenmengen, welche früher ebenfalls zu großen Teilen den Darmbach mit Wasser versorgten, wird dem Stadtbach Darmstadts zusätzliches Wasser vorenthalten bzw. entzogen.
Aufgrund dieser Tatsachen ist es ungemein wichtig, das auch während der Sommermonate nicht versiegende Wasser des Meiereibachs von der Dreibrunnenquelle am Oberfeld dem Darmbach in Höhe des Botanischen Gartens wieder zuzuleiten, um einen geregelten Zufluss in den Großen Woog und Abfluss aus dem Großen Woog zu ermöglichen.

## Geschichte
Im Jahr 1585 wurde der über den Darmstädter Markt fließende Bach abgedeckt. 1602 wurde die erste feste Überbauung fertiggestellt und bereits 1786 wurde der Darmbach in der Darmstädter Innenstadt vollständig unter die Erde verlegt. Dies war bereits 100 Jahre bevor Darmstadt eine Kanalisation bekam. Wie in vielen anderen Städten war ein natürliches Fließgewässer somit zum Abwasserkanal degradiert worden.
Die Herkunft des Namens Darmbach ist unbekannt. Seit etwa 200 Jahren trägt das Gewässer diesen Namen. Entgegen der landläufigen Meinung ist der Darmbach nicht der Namensgeber der Stadt Darmstadt.
Der Oberjägermeisterteich wurde 1700 im Auftrag des damaligen Oberforst- und Oberjägermeisters und späteren hessischen Geheimrats sowie Premierministers von Minnigerode angelegt. Ursprünglich waren es drei kleine Teiche. 1823 wurden der mittlere und der untere Teich trockengelegt und mit Bäumen bepflanzt. Der Obere Jägermeisterteich blieb bis heute als Oberjägermeisterteich erhalten. Im Jahr 1999 wurde der Teich umfangreich saniert.
Im Jahr 2015 wurde der Darmbachtunnel unter dem Woogsdamm unter Denkmalschutz gestellt.

## Freilegung
Im Oktober 2001 zeigte eine Machbarkeitsstudie, dass die technische und finanzielle Offenlegung (Wiederherstellung) des Darmbachs möglich ist. Im Anschluss an die Studie begann ein offener Planungsprozess. Im Innenstadtbereich wurde aus verschiedenen, vor allem städtebaulichen, Gründen eine vom ehemaligen Verlauf abweichende Fließstrecke vorgesehen.
Nach dem ursprünglichen Plan sollte der Darmbach vom Großen Woog über den Herrngarten bis zu einem vorhandenen Bachwasserkanal am Carl-Schenck-Ring wieder weitgehend als offen verlaufender Bach hergestellt werden. Damit sollte die Attraktivität der Stadt gesteigert und das Zentralklärwerk entlastet werden. Für die Offenlegung setzte sich die Lokale Agenda 21 in Darmstadt ein. Der Fließweg des Darmbachs durch die Stadt betrug nach der ursprünglichen Planung 3650 m, wovon die Hälfte freigelegt werden sollte. Diese zukünftige Linienführung des Darmbachs durch die Stadt wurde aus einer Vielzahl von Alternativen in einem offenen Planungsprozess entwickelt.
Mit den Zielsetzungen von Einsparungen und Erhöhung der Akzeptanz in der Bürgerschaft wurde die Führung des Bachlaufs optimiert. Die Länge des neuen Bachlaufs wurde auf nunmehr ca. 3.225 m reduziert, wovon bis zum Sommer 2015 274 m hergestellt und 2.950 m geplant waren. sind, Etwa 40 Prozent sollten in offenen Abschnitten und ca. 60 Prozent in neuen Rohrverbindungen verlaufen.
Zur Gesamtplanung gehört auch die Wiederherstellung des Meiereibachs, ein per 2015 ebenfalls in der städtischen Abwasserkanalisation eingeleiteter Nebenbach des Darmbachs.
Die Baukosten des Gesamtprojekts wurden von der Stadt mit Stand Mai 2015 mit 6.972.000 Euro, die zusätzlichen Betriebskosten mit 71.000 Euro pro Jahr veranschlagt, zuzüglich der Kosten für die Wiederherstellung des Meiereibachs von 166.000 Euro.
Das in die Offenlegung investierte Geld kann durch eine Reduzierung der Abwasserkosten wieder zurückfließen. Derzeit wird der Darmbach bei seinem unterirdischen Lauf durch die Stadt mit Abwasser vermischt in das Klärwerk eingeleitet, was jährliche Abwasserkosten von durchschnittlich ca. 2,185 Millionen Euro verursacht, die mit der Wiederherstellung für die Stadt entfallen werden. Seit 1995 wurden bis einschließlich 2016 von der Stadt Darmstadt für die Einleitung von Darmbach und Meiereibach in die Kanalisation 55.048.390,57 Euro entrichtet. Die Kalkulation der Abwassergebühren geht für die Jahre 2017 bis 2018 von jeweils 1.729.000 Euro Abwasserkosten aus.

Weil der Fixkostenanteil der Kläranlage sehr hoch ist, betragen die Einsparungen bei der Abwasserentsorgung nur etwa 210.000 Euro. In der Folge wird es nach der 2017 erfolgten Fertigstellung der Offenlegung zu einer Anhebung der Abwassergebühren kommen.
Mit dem Bau des Kongresszentrums Darmstadtium wurden Maßnahmen zum Bau des neuen offenen Fließweges begonnen. Ein erstes, ca. 100 m langes Teilstück wurde Ende 2007 fertiggestellt. Weil keine Verbindung bestand, erfolgte zeitweilig eine künstliche Umwälzung einer kleinen Regenwassermenge. Der Darmbach sollte nach seiner Wiederherstellung offen zwischen Landgraf-Georg-Straße und Alexanderstraße am darmstadtium vorbei und durch den Herrngarten fließen. Weitere verrohrte Teilstücke von insgesamt 174 m Länge wurden unter dem Karolinenplatz und unter dem Carl-Schenck-Ring hergestellt.
Da der Darmbach in Trockenzeiten eine geringe Wassermenge führt, ist der Wiederanschluss des Meiereibaches geplant. Dieser natürliche Zulauf zum Darmbach wurde in den 1970er Jahren bei dem Bau einer Straßenuntertunnelung für die Bundesstraße 26 vom Darmbach abgetrennt. Das Wasser des Meiereibachs fließt seitdem auch in die Mischwasserkanalisation und fehlt dem Darmbach. Die Wasserführung des Meiereibaches ist mit 4 bis 10 Liter pro Sekunde über das Jahr verteilt sehr gleichmäßig und war deshalb für die Wasserführung des Darmbaches immer ein wichtiger Faktor. Durch die frühere Intensivlandwirtschaft in seinem Einzugsgebiet ist der Meiereibach allerdings noch mit Stickstoff und Phosphaten belastet. Die inzwischen durchgeführte Renaturierung des Baches sowie die Umstellung der Intensivlandwirtschaft auf ökologische Landwirtschaft sowie durch noch zusätzliche durchzuführende Maßnahmen wird eine deutliche Senkung der früheren Werte erwartet. Der Meiereibach ist der Ausfluss der Dreibrunnenquelle am Oberfeld.
Die geplante Freilegung des Darmbaches ist in Darmstadt ein sehr intensiv und kontrovers diskutiertes Thema.
In einem am 12. März 2008 bekannt gewordenen Gutachten von TU-Darmstadt-Professor Peter Cornel stellte dieser fest, dass die Offenlegung und Abtrennung des Darmbachs keine entscheidende Verbesserung der Funktion der Kläranlage erreichen würde, die alleine genommen die Investition der Restsumme des Projekts rechtfertigen würde. Das Projekt wurde für beendet erklärt. Ein betriebswirtschaftlicher Vergleich der laufend durch die Stadt für die Bacheinleitung zu bezahlenden Schmutzwassergebühren mit der restlichen Investitionssumme wurde politisch nicht als ausschlaggebend eingeordnet.
Am 13. November 2013 wurden Prüfergebnisse zur Wirtschaftlichkeit der Abkopplung des Bachwassers vom Kanalnetz vorgelegt. Demnach sind unter Beachtung aller Kostenaspekte (Investitions- und Betriebskosten, Einsparungen, Gebührenrückbelastungen u. a. m.) mit der Bachwasserabkopplung jährliche Einsparungen von 1,7 Millionen Euro verbunden; Gelder die die Stadt anderweitig verwenden kann. Wegen der nachgewiesenen Wirtschaftlichkeit und wegen der weiteren Vorteile bei Stadtgestaltung, Identitätsbildung / historischen Aspekten und ökologischen Aspekten wurde die Planung zur Abkopplung von Darmbach und Meiereibach wieder aufgenommen.
Zunächst wurden ergänzend zu der vor dem Planungsstopp erarbeiteten Umsetzungsplanung alternative Planungen entwickelt, die z. B. mit höheren Anteilen von verrohrten Abschnitten oder auch kürzeren Trassenlängen zum Ziel haben, weitere Investitionen und Betriebskosten einzusparen. Eine verkürzte Trassenvariante wurde im Juli 2015 beschlossen. Beabsichtigt ist, in den Jahren 2015 und 2016 die Planung zu erstellen und die notwendigen Genehmigungen einzuholen sowie im Anschluss mit dem Bau zu beginnen. Auswirkungen auf die Gebührenbedarfskalkulation entstehen erst nach Herstellung des gesamten neuen Fließweges.
Die Darmbach-Renaturierung im Bereich Vivarium/Lichtwiese sowie die Renaturierung des Meiereibaches wurden realisiert. Beide Maßnahmen sind, unabhängig vom Offenlegungsprojekt in der Innenstadt, für die sommerliche Wasserqualität des Badesees Großer Woog von hoher Bedeutung.